# Danny Wood
Daniel William Wood Jr. (Boston, Massachusetts, 14 de maio de 1969) é um cantor, compositor, produtor musical e, ocasionalmente, ator estadunidense. É um dos cinco integrantes do grupo New Kids on the Block, que fez muito sucesso na década de 1980 e, recentemente, voltou à ativa. Danny canta a voz de baixo no grupo.
Ao longo dos últimos 15 anos, além de ter atuado como ator, participou de outro grupo chamado Upper Street e lançou-se em carreira solo em 1999.
Na vida pessoal, está divorciado de Patricia, mãe de seus quatro filhos. A mãe do cantor, Elizabeth, morreu em 1999, vítima de câncer.

## Discografia

### Álbuns
- D-Fuse: Room Full Of Smoke (1999)
- D-Wood: Room Full Of Smoke Vol. 2 (2003)
- Danny Wood em 1990Second Face (2003)

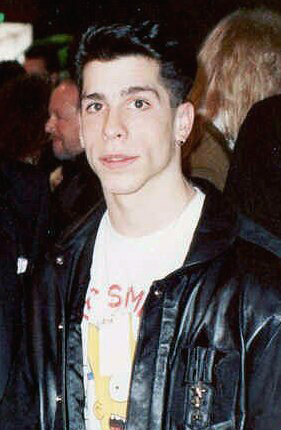
Danny Wood em 1990

- O.F.D.: Originally From Dorchester (Acoustic Tour Exclusive) (2003)
- Coming Home (2008)
- Coming Home 2: This Time to Joey and Heather (2009)

### Singles
- What If (2003)
- When The Lights Go Out (2003)
- Different Worlds (2003)
- Just Working Out (2009)
- Breakfast (2009)